# Rasschua
Rasschua (russisch Остров Расшуа; jap. 羅処和島, Rasushua-tō) ist eine unbewohnte Vulkaninsel im Archipel der Kurilen und gehört administrativ zur russischen Oblast Sachalin.
Rasschua liegt knapp 30 Kilometer südwestlich der Insel Matua sowie 16 km nordöstlich von Uschischir. Die Insel ist etwa 15 km lang, bis zu 6,5 km breit und weist eine Fläche von 67 km² auf. Sie wird von einem aktiven Schichtvulkan gleichen Namens gebildet und erreicht eine Höhe von 948 m über dem Meer. Der letzte Ausbruch des Rasschua fand 1957 statt.